# Martin Johansen
Martin Bro Johansen (f. 22. juli 1972) er en dansk tidligere fodboldspiller, der er tvillingbror til Michael Johansen. Martin Johansen spillede angriber og offensiv midtbane. 

## Klubkarriere
Han startede karrieren i Rosenhøj IF og kom derfra til KB. I 1991 skiftede han til B 1903, og han var således med i overbygningen i 1992, da KB og B 1903 etablerede F.C. København. I den første sæson for FCK blev Martin Johansen dansk mester. Han spillede i FC København indtil 1997 op opnåede 142 kampe for klubben, hvor han scorede 40 mål. 
Efter FCK skiftede han til Coventry City i den engelske Premier League, men opholdet blev ikke succesrigt og i 1999 vendte han hjem til Danmark, hvor han spillede for Lyngby FC. I 2001 skiftede han til Farum BK. Han stoppede karrieren i 2003.
Martin Johansen er af FCK optaget i klubbens "Legends Club"

## Landsholdskarriere
Martin Johansen spillede en enkelt A-landskamp  – en kamp i 1993, hvor Danmark slog Albanien 4-0. 
Som ungdomsspiller opnåede han 18 kampe for U19-landsholdet (3 mål) og 7 kampe for U21-landsholdet. 